# 塞尔梅什
塞尔梅什是葡萄牙贝雅区的一个堂区。总面积136.98平方公里，总人口1009人，人口密度7.4人/平方公里。